# Arthur Rube
Arthur Clemens Rube, fram till 1905 Pettersson, född 2 oktober 1883 i Väsby församling i Skåne, död 28 augusti 1947 i Höganäs, var en svensk fotograf och homeopat.
Arthur Rube var son till fotografen Rudolf Pettersson och sonson till fotografen Otto Pettersson. Han var gift första gången med Ester Andersson och andra gången med Kate Kirsten Bech från Köpenhamn samt blev farfar till golfspelaren Jan Rube. Han utbildades och arbetade som assistent redan som barn i sin fars fotoateljéer i Höganäs och Ljungbyhed. Han blev föreståndare för filialen i Ljungbyhed 1898 och många av de militärporträtt från slutet av 1890-talet som är märkta med hans fars namn är i själva verket tagna av Rube. I 20-årsåldern reste han till Tyskland och Amerika för att praktisera hos några välrenommerade ateljéfotografer. Efter återkomsten till Sverige bosatte han sig i Väsby och 1 oktober 1909 övertog han sin fars rörelse.

Kullaberg, Nordens Riviera, turistbok utgiven av Arthur Rube

Förutom porträttfoton skapade han många vykortsbilder från Mölle, Arild, Kullabygden och Höganäs samt reportagebilder från Högsnäsbolaget och Höganäs kolgruva. Han gav 1925 ut guideboken Kullaberg, Nordens Riviera som under flera decennier kom att tjäna som en bibel för besökare till Arild och Mölle. Det finns flera tusen bevarade Kullabergsbilder och porträtt men den största delen av hans arbeten förstördes i samband med en fastighetsrenovering i Höganäs. Han var verksam som fotograf till 1932 då han öppnade sin homeopatimottagning i Höganäs. Verksamheten var inte problemfri då han av Östra Göinge häradrätt 1935 dömdes till dagsböter för kvacksalveri. 
Rabe är representerad vid bland annat Höganäs museum, Järnvägsmuseet,
Moderna museet och Kungliga biblioteket. En utställning med några av hans fotografier visades på Höganäs museum 2018 
.